# Marie Fredriksson
Gun-Marie Fredriksson (Össjö, 30 maggio 1958 – Djursholm, 9 dicembre 2019) è stata una cantante svedese.
Oltre ad aver formato il duo pop rock Roxette con Per Gessle, ha avuto una carriera da solista.

## Biografia
Gun-Marie Fredriksson è nata il 30 maggio 1958 fuori dal piccolo villaggio svedese di Össjö. Era la più giovane di cinque figli nati da Charles Gösta Fredriksson (1914–1981) e Inez Dagmar Hoffert (1922–1998). Quando aveva quattro anni, i suoi genitori vendettero la loro fattoria e si trasferirono a Östra Ljungby, dove Gösta lavorò come postino e Inez divenne un'operaia. Tre anni dopo, sua sorella maggiore Anna-Lisa fu coinvolta in un incidente stradale mortale, l'11 dicembre 1965, la sua auto è stata schiacciata da un'autocisterna mentre era in viaggio per acquistare un vestito per la sua festa di fidanzamento. Marie ha spiegato: "Aveva 20 anni e oggi riesco a malapena a ricordarla. Ma ricordo il dolore, come la famiglia è stata distrutta. Completamente. Dopo di che ho dovuto badare a me stessa. Avevo solo sette anni".
Con entrambi i genitori occupati a tempo pieno ma non in grado di permettersi l'assistenza all'infanzia, Marie e i suoi fratelli minori venivano spesso lasciati a casa non accompagnati mentre i genitori lavoravano. Fu durante questo periodo, con l'aiuto di fratelli e amici, che imparò a cantare, leggere la notazione e suonare strumenti musicali. Ha anche attribuito al suo pastore il merito di aver incoraggiato il suo amore per la musica e ha detto che si era esibita "fin da quando ero piccola e io e mia sorella Tina andavamo alla scuola domenicale. Abbiamo avuto un pastore meraviglioso a Östra Ljungby. "Io ho ricordi davvero belli e luminosi di quel posto, anche quando è morta mia sorella maggiore. Ho adorato tutte le canzoni. È stata una tale fonte di libertà per me... per entrambi".
Il suo interesse per la musica ha continuato a crescere durante la sua adolescenza, quando ha scoperto artisti come The Beatles, Joni Mitchell, Jimi Hendrix e Deep Purple. Si iscrisse a una scuola di musica nel comune di Svalöv all'età di diciassette anni, dove fece amicizia con gli studenti del dipartimento di teatro componendo musica per le loro commedie amatoriali. Dal momento che nessun altro cantante della scuola poteva emulare l'estensione vocale di Fredriksson, si è unita al cast di un musical che ha co-scritto. Questo musical è stato in tournée in tutta la Svezia, culminando con un'esibizione a Stoccolma per il Primo Ministro Olof Palme.

## Strul e Mamas Barn
Dopo aver lasciato il college ed essersi diplomata alla scuola di musica nel 1977, si trasferisce ad Halmstad dove ha lavorato in teatro prima di essere coinvolta nella scena musicale indipendente locale, insieme al fidanzato Stefan, nel 1978. Riesce ad entrare nel gruppo degli Strul e dopo aver pubblicato l'unico singolo Strul Igen, la band si rinomina Mamas Barn. Dopo un'audizione con Lasse Lindbom, Marie Fredriksson ha cominciato una propria carriera solista.

## Carriera solista

### Het vindeDen sjunden vågen
Nel 1984 Marie Fredriksson pubblica il suo primo album solista, Het Vind, anticipato dal singolo Så nära nu, brano cantato insieme a Lasse Lindbom. Sempre nel 1984 Marie Fredriksson va in tour con la Lasse Lindbom Band, subito dopo la pubblicazione del singolo Ännu doftar kärlek.
Den sjunden vågen, secondo album registrato in studio, e pubblicato nel 1986, è stato composto durante un viaggio alle isole Canarie insieme a Lasse Lindbom. Per il titolo Den sjunde vågen, Marie Fredriksson si è ispirata al romanzo Papillon di Henri Charrière. Den bästa dagen e Silver i din hand sono i singoli estratti dall'album. Marie Fredriksson ha iniziato il tour per l'album Den sjunde vågen nella primavera del 1986.

### Efter stormen

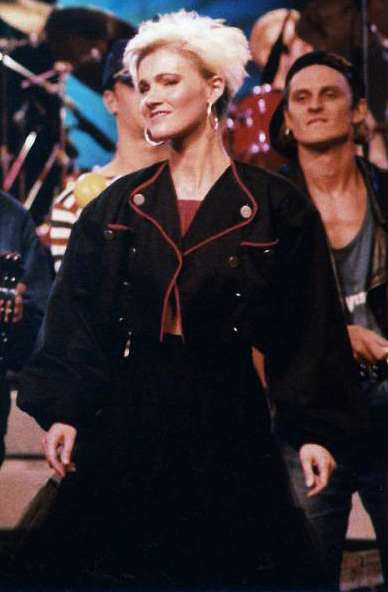
Marie Fredriksson al 'Rock runt riket '87' tour di concerti.

Marie Fredriksson si concentra nella registrazione di un nuovo album subito dopo la partecipazione come Roxette, insieme a Per Gessle, al tour Rock runt riket '87, e collabora ancora una volta con Lasse Lindbom oltre due sessioni di registrazione, tra maggio e settembre 1987.
Il terzo album solista della Fredriksson, Efter Stormen, riscuote un successo maggiore dei primi due lavori, riuscendo a vendere 50 000 copie in 2 settimane dalla sua pubblicazione, ed arrivando così alla n. 1 della classifica svedese.
Nel 1989 Marie Fredriksson scrive Sparvöga, tema principale della serie TV svedese e brano che riesce ad entrare nella top 10 svedese dei singoli.

### Den standiga resan
Quarto album da solista per Marie Fredriksson, pubblicato nel 1992. Den standinga resan riflette lo stato di crisi accusato subito dopo il tour mondiale Join The Joyride 91-92, momento di maggior successo con Roxette; causa uno stile di vita, a livello emotivo, frenetico e caotico.

### I en tid som vår
Quinto album registrato in studio e pubblicato nel 1996. I en tid som vår è un nuovo album, pubblicato dopo un'intensa attività, tra il 1993 e il 1995 con Roxette, e la nascita del secondo figlio, Oscar Mikael. Tro e I en tid som vår sono stati utilizzati per Sånt är livet, film di Colin Nutley. Nel 1997 è stato pubblicato un singolo ulteriore, Ber Bara En Gång.

### Äntligen, il meglio di Marie Fredriksson (1984-2000)
Nel 2000 viene pubblicato Äntligen - Marie Fredriksson Bästa 1984-2000, greatest hits di Marie Fredriksson che include 14 brani del passato, tra il 1984 ed il 1996, con 2 nuove canzoni, Äntligen, Det Som Var Nu, con Patrik Isaksson e un'ulteriore versione Klubbmix di Äntligen, rinominata Solen Gick Ner Över Stan. L'album ha avuto un notevole successo in Svezia, insieme al tour estivo, Antligen Sommarturné.

### Kärlekens guld
Nel 2002 viene pubblicato dalla Capitol il cofanetto Kärlekens Guld che conteniene 6 CD. I 5 album principali che finora ha pubblicato Marie Fredriksson, da Het vind a I en tid som vår, che per l'occasione sono stati ricatalogati con l'aggiunta di alcune bonus tracks, ed un Bonus CD già presente nel DVD Antligen Sommarturnè. In un secondo momento i primi 5 album sono stati pubblicati singolarmente e disponibili per un periodo di tempo limitato.

### L'esordio della malattia
In coincidenza con la partecipazione dei Roxette a The Night of The Proms (2002) e prossima alla promozione con Per Gessle del nuovo singolo A Thing About You (2002) per The Ballad Hits, l'11 settembre 2002 Marie Fredriksson cade nel bagno di casa sua battendo violentemente la testa procurandosi una commozione cerebrale. Soccorsa dal marito e ricoverata in ospedale, le viene diagnosticato un tumore maligno al cervello. Operata con successo, deve sottoporsi a lunghi periodi di chemioterapia e radioterapia al termine dei quali viene dichiarata guarita, anche se con postumi piuttosto gravi quali la ridotta capacità di leggere e di contare, il parziale deterioramento della facoltà visiva dell'occhio destro e qualche limitazione motoria alla parte destra del corpo. Il 21 ottobre 2005 riprende la sua attività quasi del tutto normalmente. Marie Fredriksson dichiarerà: «Sono stati tre anni molto difficili, ma ora non ricevo più cure e sto bene.»

### The Change
Nel 2003 mette in mostra alcuni suoi autoritratti; pubblica, inoltre, l'album The Change, l'unico cantato in inglese.

### 2004-2008
Continua la sua carriera nel 2006 con un album di cover Min Bäste Vän reinterpretando alcune canzoni di artisti svedesi.
Nel 2007 Marie Fredriksson ha collaborato nell'album A Family Affair nelle canzoni In The Corner Of Your Eye, Tell It To My Heart, You Are On My Mind, nell'accompagnamento vocale in Me & My Guitar; anche ad un pezzo semi-strumentale, Outro e Hometown. L'album di Mikael Bolyos è stato pubblicato il 14 giugno.
Pubblica il 28 novembre una compilation di ballate, Tid För Tystnad con una reinterpretazione di A Table in The Sun (The Change, 2004) in lingua svedese, dal titolo Ett Bord I Solen, e una nuova canzone, Ordet Är Farväl.
Nel 2008 decide di cantare Där Du Andas, una canzone scritta da Niklas Strömstedt e Anders Glenmark, per il film Arn - Tempelriddaren («Arn - L'ultimo cavaliere»).

### 23 ottobre 2009-2012:The Night of The Promse il tour mondiale con Roxette
Il 7 maggio 2009 si presenta durante il tour "Party Crasher" di Per Gessle ad Amsterdam, con il quale si esibisce in alcune canzoni dei Roxette.

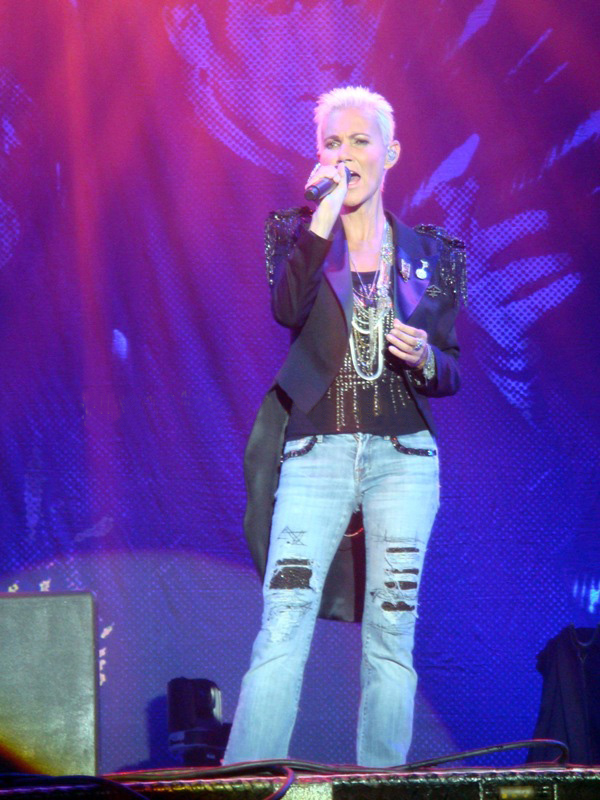
Marie Fredriksson (Halmstad, 14 agosto 2010)

Dal 23 ottobre del 2009 prende parte all'edizione autunnale di The Night of The Proms con Roxette e nel lungo tour mondiale che accompagna l'ultimo album del gruppo, Charm School, pubblicato alla fine del 2010.
La cantante dimostra quanto le esibizioni dal vivo risultino una vera terapia per il suo recupero dopo gli anni della malattia: i suoi progressi nei movimenti sul palco non passano inosservati, dopo i primi concerti in cui Marie rinuncia alla sua tipica motilità, come da lei già annunciato in precedenza. Per Gessle, in un'intervista rilasciata dopo il concerto di Córdoba, dichiara che con il proseguire del tour, la cantante affronta ogni tappa con maggiore rilassatezza ed è certo che i prodigiosi progressi da lei dimostrati la porteranno nell'arco di un paio di mesi a ritornare il personaggio di un tempo.

### Novembre 2013:NU!
Il singolo Kom vila hos mig, pubblicato ufficialmente il 25 settembre 2013, segna il ritorno della Fredriksson ed anticiperà di qualche settimana il nuovo album solista NU! che interamente in svedese, sarà pubblicato nel mese di novembre.
Kom vila hos mig è stato trasmesso in esclusiva su P4, stazione radio nazionale svedese, il 24 settembre 2013. È stata indetta a Stoccolma una conferenza stampa ed uno streaming per la performance del nuovo brano, attraverso WiMP, confermati da un tweet da parte del manager della Fredriksson, Marie Dimberg.
Il nuovo album NU! è stato prodotto insieme a Christoffer Lundquistv e vedrà la collaborazione di Mikael Bolyos che ha scritto la maggior parte delle canzoni, ed anche di Per Gessle, insieme ad altri artisti quali Uno Svenningsson, Kenneth Gärdestad, Ulf Sagerström e Johan Kinde.

### 2014-2016
Nel 2014 i Roxette avviano il RoXXXette 30th Anniversary Tour, della durata di ben tre anni, per festeggiare così i loro trent'anni di carriera, Il 18 aprile 2016 però, Marie Fredriksson, per motivi di salute e sotto consiglio dei suoi medici, annuncia il suo ritiro dai palchi (non dalle attività musicali), dichiarando che per lei i tempi dei tour sono finiti. In seguito a ciò, viene annullata l'ultima parte del tour che si sarebbe dovuta svolgere durante l'estate del 2016.
L'ultimo concerto del tour che ha visto salire sul palco la coppia composta da Marie Fredriksson e Per Gessle è stato quello dell'8 febbraio 2016 al Grand Arena Stadium di Città del Capo, in Sudafrica. Nonostante il ritiro dai palchi di Marie, i Roxette pubblicano il nuovo album Good Karma il 3 giugno 2016, dal quale viene estratto il singolo e video It Just Happens.

## Vita privata
Fredriksson e suo marito Mikael "Micke" Bolyos ebbero due figli: Inez Josefin (nata il 29 aprile 1993) e Oscar Mikael (nato il 26 novembre 1996).

### Morte
Marie Fredriksson muore nella sua casa di Djursholm il 9 dicembre 2019 all'età di 61 anni, per una recidiva del tumore al cervello che l'aveva colpita nel 2002.
Il quotidiano svedese Expressen ha riportato la notizia, secondo il comunicato stampa da parte della sua manager che ha così scritto: «È con grande tristezza che dobbiamo annunciare che uno dei nostri artisti più grandi e più amati è scomparso. Marie Fredriksson è morta la mattina del 9 dicembre a seguito della malattia che l'ha colpita.»
Anche Per Gessle, suo compagno nel duo dei Roxette, le ha reso omaggio con il seguente messaggio: «Il tempo passa così in fretta. Non è stato molto tempo fa che abbiamo trascorso giorni e notti nel mio piccolo appartamento ad Halmstad, ascoltando la musica che amavamo, condividendo sogni impossibili e che sogno alla fine abbiamo potuto condividere! Grazie Marie, grazie di tutto. Sei stata una musicista eccezionale, una maestra della voce, un'artista straordinaria. Grazie per aver dipinto le mie canzoni in bianco e nero con i colori più belli. Sei stata un'amica meravigliosa per oltre quarant'anni. Sono orgoglioso, onorato e felice di aver potuto condividere così tanto del tuo tempo, talento, calore, generosità e del tuo senso dell'umorismo. Tutto il mio amore va a te e alla tua famiglia. Le cose non saranno più le stesse.»

## Discografia

### Album in studio
- 1984 - Het Vind (EMI)
- 1985 - Den Sjunde Vågen (EMI)
- 1987 - Efter Stormen (EMI)
- 1992 - Den Ständiga Resan (EMI)
- 1996 - I En Tid Som Vår (EMI)
- 2004 - The Change (Capitol)
- 2013 - NU! (Capitol)

### Raccolte
- 2000 - Äntligen - Marie Fredrikssons Bästa 1984-2000 (EMI)
- 2007 - Tid För Tystnad (Capitol)

### Album di Cover
- 2006 - Min Bäste Vän (Capitol)

### Collaborazioni
- 1986 - Perfect Partners - Erik Borelius (EMI)
- 1996 - Djupa Andetag - Anni-Frid "Frida" Lyngstad (Anderson)
- 2001 - Duetterna - Totta Näslund (EMI)
- 2007 - A Family Affair - Mikael Bolyos featuring Marie Fredriksson & Mats Ronander (EMI)

### Album Tributo
- 1988 - Den Flygande Holländaren (EMI)
- 1990 - Taube (EMI)

### Album Progetto Benefico
- 1989 - Seier'n Er Vår (EMI); compilation
- 1992 - Anglamark / Saltwater - Artister För Miljö (AFM); singolo 7"

## Videografia
- Äntligen - Sommarturné [DVD & CD] (2000)